# Ataeniobius toweri
Ataeniobius toweri là một loài cá thuộc họ Goodeidae. Chúng là loài đặc hữu của México.